# NGC 5021
NGC 5021 ist eine 13,4 mag helle Balkenspiralgalaxie mit aktivem Galaxienkern vom Hubble-Typ SBb im Sternbild der Jagdhunde. Sie ist rund 383 Millionen Lichtjahre von der Milchstraße entfernt.
Die Galaxie NGC 5021 wurde am 26. April 1830 von John Herschel entdeckt.